# Xã đặc quyền Holland, Michigan
Xã Holland (tiếng Anh: Holland Township) là một xã thuộc quận Ottawa, tiểu bang Michigan, Hoa Kỳ. Năm 2010, dân số của xã này là 35.636 người.